# Jean-Adolphe Beaucé

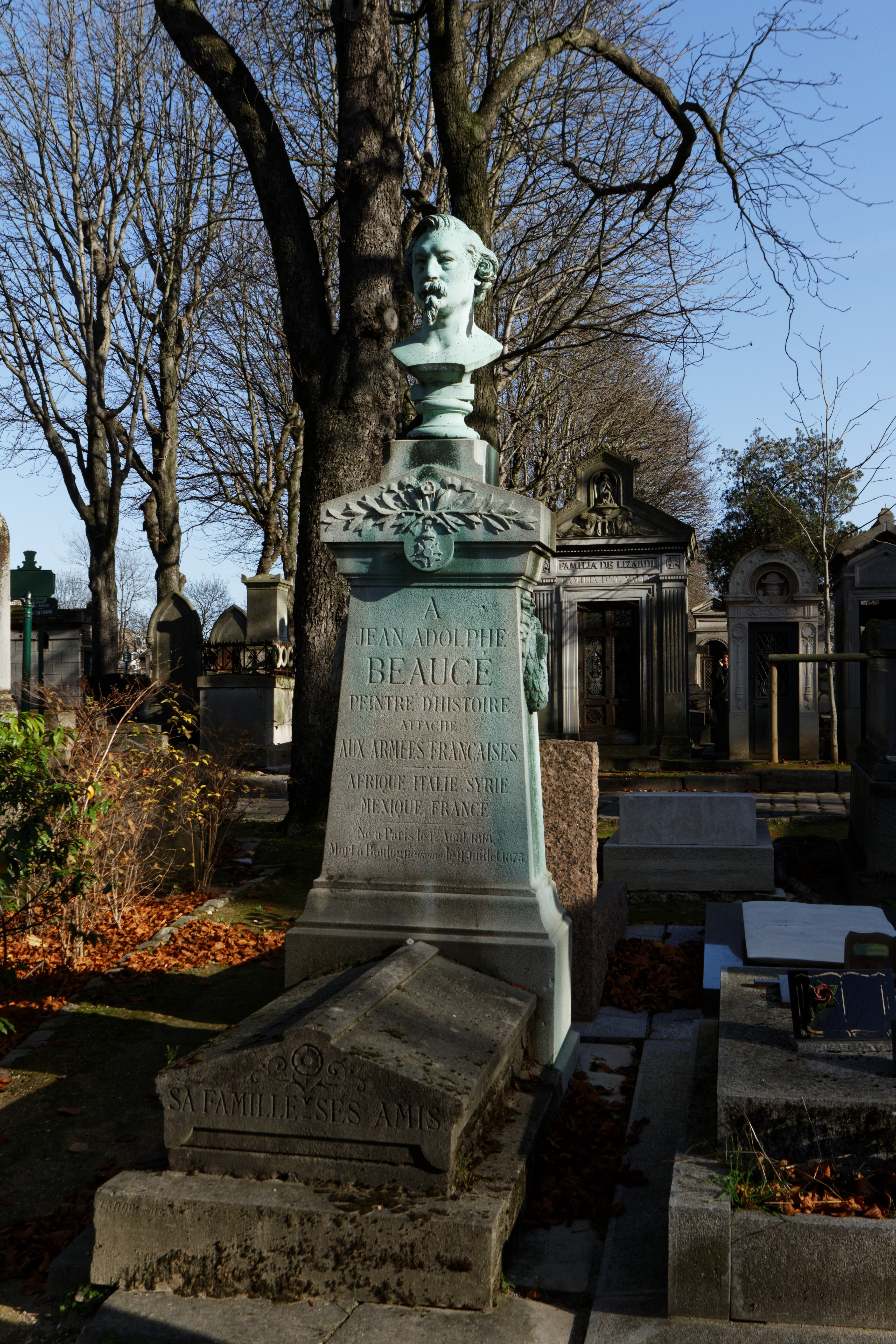
Monumento do túmulo de Beaucé.

Jean-Adolphe Beaucé (2 de agosto de 1818 – 13 de julho de 1875) foi um pintor francês de cenas de batalha.

## Biografia
Nascido em Paris, Jean-Adolphe acompanhou o exército francês em campanhas a partir de 1843 no Norte da África, Oriente Médio e México. Ele também pintou retratos de figuras militares e produziu ilustrações para várias obras de Alexandre Dumas pai, como Os Três Mosqueteiros, O Visconde de Bragelone e A Dama de Monsoreau.
Ele morreu no subúrbio parisiense de Boulogne-Billancourt e está enterrado na 49ª divisão do cemitério do Père-Lachaise, em Paris.

## Obras em coleções públicas
- Compiègne, castelo de Compiègne: General Niel na Batalha de Solférino, maruflagem sobre tela.
- L'Isle-Adam, museu Louis Senlecq: François Louis de Bourbon Prince de Conty Olhando para uma cena de batalha, impressão.
- Narbonne, museu de arte e história : Defesa Heróica do Capitão Lelièvre em Mazagran, óleo sobre painel.
- Pau, museu de belas artes : Retrato do Marechal Bosquet.
- Troyes, museu Saint-Loup: Napoleão na Ponte de Arcis-sur-Aube, óleo sobre tela.
- Versalhes, Palácio de Versalhes.

## Ilustrações

### Dumas
- Os Três Mosqueteiros, Paris, L'écrivain et Toubon, 1875.
- Vinte Anos Depois, Paris, L'écrivain et Toubon, 1885.
- Os Quarenta e Cinco, Paris, Calmann Lévy, 154 pg.
- O Conde de Monte Cristo, Paris, Lecrivain e Toubon, 1860, 159 pg.
- O Visconde de Bragelonne, Paris, Marescq, 1875, 479 pg.
- O Buraco do Inferno, Paris, Marescq et Cie, 1855, 154 pg.
- A Dama de Monsoreau, Paris, Librairie illustrée, 1875, 560 pg.
- O Cavaleiro de Harmental, Paris, Marescq, 1854.

### Outros
- Alain-René Lesage, O Diabo Coxo, Paris, G. Havard, 1849.
- Eugène de Mirecourt, Confissões de Marion Delorme, Paris, V. Bunel, 1876, 840 pg.
- Ann Radcliffe, Os Mistérios de Udolpho, Paris, Marescq et Cie, 1869, 96 pg.
- Eugène Sue, Jean Bart e Luís XIV: dramas marítimos do século XVII, Paris, Marescq et Cie, 1851, 490 pg.
- Eugène Sue, Os Mistérios de Paris, Paris, [s.n.], 1851, 384 pg.
- Victor Hugo, Os Burgraves, Paris, J. Hetzel, 48 pg.
- Victor Hugo, Bug-Jargal, Paris, J. Hetzel, 1876.
- Victor Hugo, Angelo, tirano de Pádua, 1866.

## Galeria

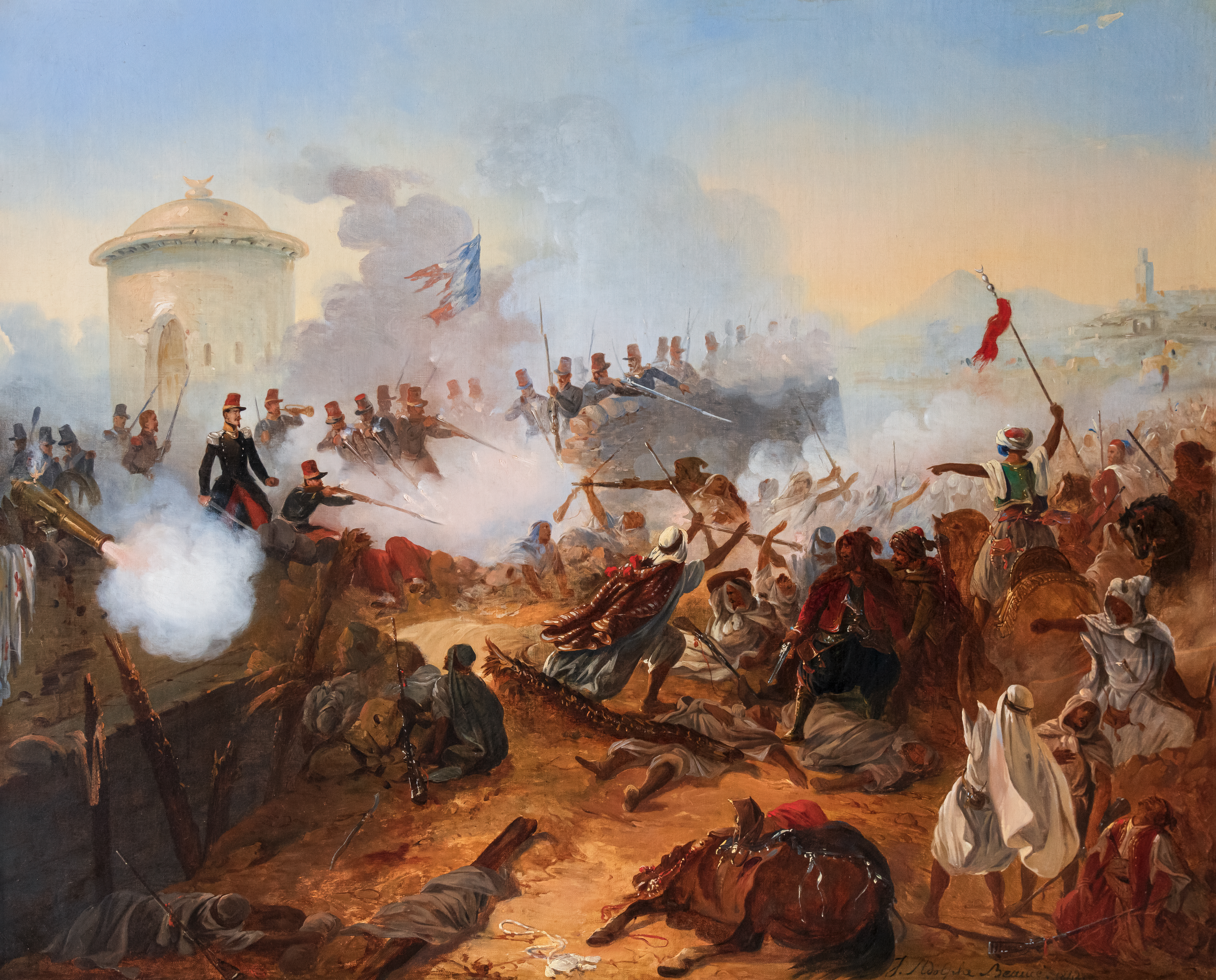
Defesa heróica do capitão Lelièvre em Mazagran, Narbonne
Achille-François Bazaine, Marechal de França (1811-1888), castelo de Versalhes
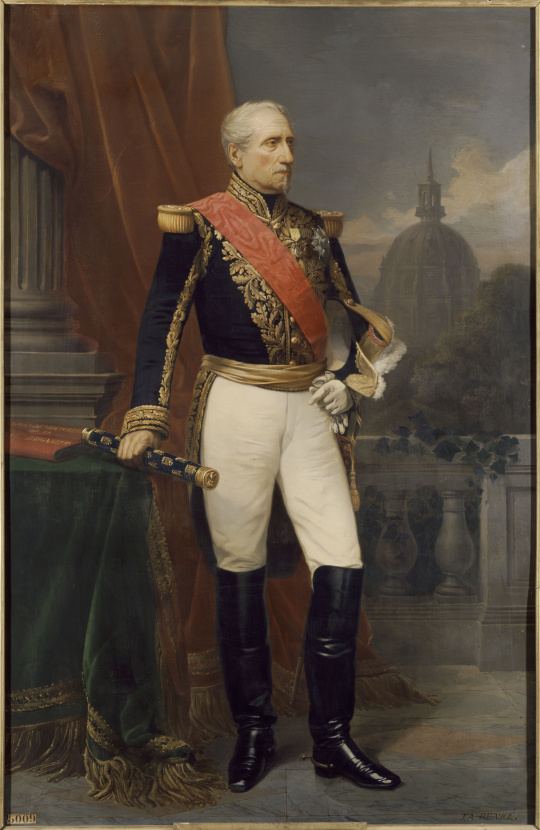
Philippe Antoine, conde de Ornano, marechal de França (1784-1863), castelo de Versalhes
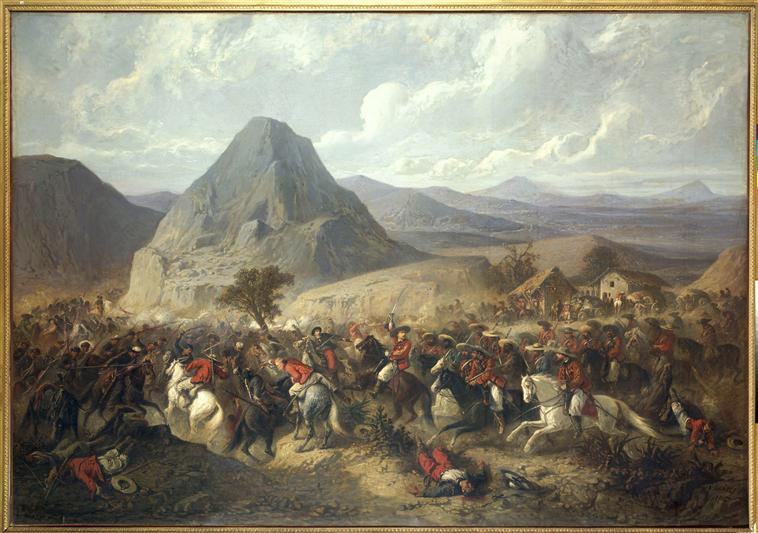
Batalha de Hierba-Buena, Museu de l'Armée, Paris